# 村瀬直養
村瀬 直養（むらせ なおかい、1890年10月12日 - 1968年8月8日）は、日本の商工官僚、政治家、実業家。商工次官、貴族院議員、法制局長官、綜合計画局長官。

## 経歴
栃木県宇都宮市出身。本籍・愛知県。村瀬七三郎の長男として生まれる。
東京高等師範学校附属小学校（現・筑波大学附属小学校）、兵庫県立洲本中学校（現・兵庫県立洲本高等学校）、第五高等学校を経て、1914年7月、東京帝国大学法科大学法律学科（独法）を優等で卒業し銀時計を授与された。1913年11月、文官高等試験に合格し、1914年7月、農商務省に入り農商務属・大臣官房文書課に配属された。
その後、鉱業監督官、兼工場監督官、兼農商務参事官、法制局参事官、内閣書記官・内閣官房会計課長、法制局第二部長、商工省商務局長などを歴任。1936年10月、特許局長官、同年12月、商工次官に就任。1939年10月、物価局次長となり同月に退官した。
1940年7月、第2次近衛内閣の法制局長官となり、次の第3次近衛内閣でも留任し1941年10月まで在任。退任後すぐに貴族院勅選議員に任命され、研究会に属し1946年5月18日まで在任した。1945年4月、鈴木貫太郎内閣で再び法制局長官となり、次の東久邇宮内閣でも留任し綜合計画局長官を兼務し1945年10月まで務めた。その他、高等捕獲審検所評定官、商工省顧問などを歴任。
1946年7月に弁護士登録を行い、同年から1950年10月まで公職追放となった。その後、商工組合中央金庫理事長、日本電子計算機株式会社社長を歴任した。1968年8月8日没。享年77。墓所は川崎市の緑ヶ丘霊園。

## 栄典
- 1968年8月8日 位一級追陞され 正三位 叙位[要出典]
- 1968年8月13日 従三位 村瀬直養 特旨を以て位一級追陞[要出典]

## 伝記
- 村瀬直養氏追悼録編纂委員会編『村瀬さんの想い出』村瀬直養氏追悼録刊行会、1970年。